# Commission sur la santé, l'éducation, le travail et les retraites du Sénat des États-Unis
La Commission sur la santé, l'éducation, le travail et les retraites du Sénat des États-Unis (United States Senate Committee on Health, Education, Labor, and Pensions) est une commission permanente du Congrès qui se consacre aux questions de santé, d'éducation, de travail ou encore de retraites (pensions).

## Membres pour chaque législature

### Membres durant le119econgrès(2025-2027)
La commission est dirigée par le sénateur républicain de l'État du Louisiane Bill Cassidy.
| Majorité | Minorité |
| --- | --- |
| - Bill Cassidy, Louisiana, Chair (président) - Rand Paul, Kentucky - Susan Collins, Maine - Lisa Murkowski, Alaska - Markwayne Mullin, Oklahoma - Roger Marshall, Kansas - Tim Scott, Caroline du Sud - Josh Hawley, Missouri - Tommy Tuberville, Alabama - Jim Banks, Indiana - Mike Crapo, Idaho - Marsha Blackburn, Tennessee | - Bernie Sanders, Vermont Ranking Member - Patty Murray, Washington - Tammy Baldwin, Wisconsin - Chris Murphy, Connecticut - Tim Kaine, Virginie - Maggie Hassan, New Hampshire - John Hickenlooper, Colorado - Ed Markey, Massachusetts - Andy Kim, New Jersey - Lisa Blunt Rochester, Delaware - Angela Alsobrooks, Maryland |

### Membres durant le118econgrès(2023-2025)
La commission est dirigée par le sénateur indépendant de l'État du Vermont Bernie Sanders.
| Majorité | Minorité |
| --- | --- |
| - Bernie Sanders, Vermont Chairman (président) - Patty Murray, Washington - Bob Casey Jr., Pennsylvanie - Tammy Baldwin, Wisconsin - Chris Murphy, Connecticut - Tim Kaine, Virginie - Maggie Hassan, New Hampshire - Tina Smith, Minnesota - Ben Ray Luján, Nouveau Mexique - John Hickenlooper, Colorado - Ed Markey, Massachusetts | - Bill Cassidy, Louisiane, Ranking Member - Rand Paul, Kentucky - Susan Collins, Maine - Lisa Murkowski, Alaska - Mike Braun, Indiana - Roger Marshall, Kansas - Mitt Romney, Utah - Tommy Tuberville, Alabama - Markwayne Mullin, Oklahoma - Ted Budd, Caroline du Nord |

### Membres durant le117econgrès(2021-2023)
La commission est dirigée par la sénatrice démocrate de l'État de Washington Patty Murray.
| Majorité | Minorité |
| --- | --- |
| - Patty Murray, Chairwoman (présidente), Washington - Bernie Sanders, Vermont - Bob Casey, Jr., Pennsylvanie - Tammy Baldwin, Wisconsin - Chris Murphy, Connecticut - Tim Kaine, Virginie - Maggie Hassan, New Hampshire - Tina Smith, Minnesota - Jacky Rosen, Nevada - Ben Ray Luján, Nouveau-Mexique - John Hickenlooper, Colorado | - Richard Burr, Ranking Member, Caroline du Nord - Rand Paul, Kentucky - Susan Collins, Maine - Bill Cassidy, Louisiane - Lisa Murkowski, Alaska - Tim Scott, Caroline du Sud - Mitt Romney, Utah - Mike Braun, Indiana - Roger Marshall, Kansas - Tommy Tuberville, Alabama - Jerry Moran, Kansas |

### Membres durant le116econgrès(2019-2021)
La commission est dirigée par le sénateur républicain du Tennessee Lamar Alexander.
| Majorité | Minorité |
| --- | --- |
| - Lamar Alexander, Chairman (président), Tennessee - Mike Enzi, Wyoming - Richard Burr, Caroline du Nord - Johnny Isakson, Géorgie - Rand Paul, Kentucky - Susan Collins, Maine - Bill Cassidy, Louisiane - Pat Roberts, Kansas - Lisa Murkowski, Alaska - Tim Scott, Caroline du Sud - Mitt Romney, Utah - Mike Braun, Indiana - Kelly Loeffler, Géorgie | - Patty Murray, Ranking Member, Washington - Bernie Sanders, Vermont - Bob Casey, Jr., Pennsylvanie - Tammy Baldwin, Wisconsin - Chris Murphy, Connecticut - Elizabeth Warren, Massachusetts - Tim Kaine, Virginie - Maggie Hassan, New Hampshire - Tina Smith, Minnesota - Doug Jones, Alabama - Jacky Rosen, Nevada |

### Membres durant le115econgrès(2017-2029)
La commission est dirigée par le sénateur républicain du Tennessee Lamar Alexander.
| Majorité | Minorité |
| --- | --- |
| - Lamar Alexander, Tennessee, Chair - Mike Enzi, Wyoming - Richard Burr, Caroline du Nord - Johnny Isakson, Géorgie - Rand Paul, Kentucky - Susan Collins, Maine - Bill Cassidy, Louisiane - Todd Young, Indiana - Orrin Hatch, Utah - Pat Roberts, Kansas - Lisa Murkowski, Alaska - Tim Scott, Caroline du Sud | - Patty Murray, Washington, Ranking Member - Bernie Sanders, Vermont - Bob Casey Jr., Pennsylvanie - Michael Bennet, Colorado - Al Franken, Minnesota (jusqu'au 2 janvier 2018) - Tammy Baldwin, Wisconsin - Chris Murphy, Connecticut - Elizabeth Warren, Massachusetts - Tim Kaine, Virginie - Maggie Hassan, New Hampshire - Tina Smith, Minnesota (jusqu'au 3 janvier 2018) - Doug Jones, Alabama (à partir du 3 janvier 2018) |

### Membres durant le111econgrès(2009-2011)
La commission est dirigée par le sénateur démocrate de l'Iowa Tom Harkin.
| Majorité | Minorité |
| --- | --- |
| - Tom Harkin, Chairman (président), Iowa - Chris Dodd, Connecticut - Barbara Mikulski, Maryland - Jeff Bingaman, Nouveau Mexique - Patty Murray, Washington - Jack Reed, Rhode Island - Bernie Sanders, Vermont (Indépendant) - Sherrod Brown, Ohio - Bob Casey Jr, Pennsylvanie - Kay Hagan, Caroline du Nord - Jeff Merkley, Oregon - Al Franken, Minnesota - Michael Bennet, Colorado | - Mike Enzi, Ranking Member, Wyoming - Judd Gregg, New Hampshire - Lamar Alexander, Tennessee - Richard Burr, Caroline du Nord - Johnny Isakson, Georgie - John McCain, Arizona - Orrin Hatch, Utah - Lisa Murkowski, Alaska - Tom Coburn, Oklahoma - Pat Roberts, Kansas |

## Liste des Président de la Commission actuelle et de celles qui l'ont précédée

### Education 1869-1870
- Charles D. Drake (R-MO) 1869-1870

### Education and Labor, 1884-1947
- Frederick Sawyer (R-SC) 1870-1873
- James Flanagan (R-TX) 1873-1875
- John J. Patterson (R-SC) 1875-1877
- Ambrose Burnside (R-RI) 1877-1879
- James E. Bailey (D-TN) 1879-1881
- Henry W. Blair (R-NH) 1881-1891
- Joseph M. Carey (R-WY) 1891-1893
- James Kyle (PO-SD) 1893-1895
- George Shoup (R-ID) 1895-1897
- James Kyle (PO-SD) 1897-1901
- Louis McComas (R-MD) 1901-1905
- Jonathan P. Dolliver (R-IA) 1905-1909
- William E. Borah (R-ID) 1909-1913
- Hoke Smith (D-GA) 1913-1919
- William S. Kenyon (R-IA) 1919-1922
- William E. Borah (R-ID) 1922-1924
- Lawrence C. Phipps (R-CO) 1924-1926
- James Couzens (R-MI) 1926-1929
- Jesse H. Metcalf (R-RI) 1929-1933
- David I. Walsh (D-MA) 1933-1937
- Hugo L. Black (D-AL) 1937
- Elbert D. Thomas (D-UT) 1937-1945
- James E. Murray (D-MT) 1945-1947

### Labor and Public Welfare, 1947-1977
- Robert A. Taft (R-OH) 1947-1949
- Elbert D. Thomas (D-UT) 1949-1951
- James E. Murray (D-MT) 1951-1953
- H. Alexander Smith (R-NJ) 1953-1955
- Lister Hill (D-AL) 1955-1969
- Ralph Yarborough (D-TX) 1969-1971
- Harrison A. Williams, Jr. (D-NJ) 1971-1977

### Human Resources, 1977-1979
- Harrison A. Williams, Jr. (D-NJ) 1977-1979

### Labor and Human Resources, 1979-1999
- Harrison A. Williams, Jr. (D-NJ) 1979-1981
- Orrin Hatch (R-UT) 1981-1987
- Ted Kennedy (D-MA) 1987-1995
- Nancy Landon Kassebaum (R-KS) 1995-1997
- James Jeffords (R-VT) 1997-1999

### Health, Education, Labor, and Pensions, depuis1999
- James Jeffords (R-VT) 1999-2001
- Ted Kennedy (D-MA) 2001
- James Jeffords (R-VT) 2001
- Ted Kennedy (D-MA) 2001-2003
- Judd Gregg (R-NH) 2003-2005
- Mike Enzi (R-WY) 2005-2007
- Ted Kennedy (D-MA) 2007-2009
- Tom Harkin (D-IA) 2009-2015
- Lamar Alexander (R-TN) 2015-2021
- Patty Murray (D-WH) 2021-2023
- Bernie Sanders (I-VT) 2023-